# Mount Woodroffe
Mount Woodroffe är ett 1 440 meter högt berg i South Australia, Australien och delstatens högsta punkt.